# 모니카 (1991년)
니카 (NIKA) ( 1991년 5월 21일 ~ )는 대한민국의 가수이다.
2014년 3월 24일 걸그룹 배드키즈의 멤버로 데뷔했으며, 2018년 3월 탈퇴 후 솔로로 전향했다.
독일인 아버지와 재일교포 출신 일본인 어머니 사이에서 태어났으며, 2012년에 대한민국으로 귀화했다.
2022년 모니카에서 니카 (NIKA)로 활동명을 변경했다.

## 학력
- 서울독일학교 (졸업)
- 건국대학교 영상영화학과 (중퇴)

## 참여 음반

### 싱글
- 2016년 5월 19일 《Goodbye》
- 2018년 3월 28일 《좋아질까》
- 2018년 10월 1일 《Luvidu (feat. Unofficialboyy)》
- 2019년 9월 5일 《정거장에서》
- 2019년 12월 18일 《흩어진 나날들》
- 2020년 3월 19일 《말해주지마 (feat. 원카인 (1Kyne))》
- 2020년 10월 25일 《Theodore (feat. Sikboy)》
- 2021년 3월 31일 《뛰어간다》
- 2021년 10월 25일 《Silhouette (feat. Kursor)》
- 2022년 10월 12일 《몽상》

### OST
- 2015년 12월 2일 《다 잘될 거야 OST Part.7》 - 모니카

### 옴니버스
- 2016년 11월 20일 《복면가왕 86회》 - 오즈의 마법사 도로시 (모니카)

## 작품 활동

### TV 프로그램
- 2015년 MBC 《미스터리 음악쇼 복면가왕》 - 오즈의 마법사 도로시
- 2015년 JTBC 《히든싱어》 - 모창능력자 2라운드 ([가수 '거미' 편])
- 2016년 MBC 《비디오스타》
- 2016년 KBS 《해피투게더》
- 2016년 YTN 《다큐 S》 - 나레이션
- 2018년 MBC스포츠플러스 《7전8큐 시즌1,2》
- 2020년 MBN 《보이스트롯》